# استنساخ باستخدام TA
الاستنساخ باستخدام TA هو استنساخ فرعي لا يحتاج إلى إنزيمات قاطعة مما يجعله أسهل وأيسر من الطريقة التقليدية في عملية الاستنساخ الفرعي. وتعتمد هذه الطريقة على قدرة كل من القواعد النووية الأدينين (يرمز له بالرمز A) والثايمين (يرمز له بالرمز T) حيث يختلط كلاهما مع مكملاتها من القواعد النووية الأخرى ى الجوانيين والأدينوسين في وجود إنزيم الربط الليجيز في أجزاء الحمض النووي المختلفة لكي يتحدا سويًا. وتتضاعف منتجات تفاعل البوليميراز المتسلسل عادة باستخدام بوليزميرات المستحرة المائية (Taq DNA polymerase) التي تضيف الأدينين (adenine) إلى نهاية المنتج من الطرف 3'. ويتم إدراجه إلى المنتج الذي يظهر في صورة متجهات خطية ويحمل عند الطرف 3' القاعدة النووية الثايمين التي تتكامل مع الأدينين. وتُزيد عَتائِد التجارية مع المتجهات المعدة مسبقًا وكاشفات تفاعل البوليميراز المتسلسل في سرعة العملية بشكل كبير.

## الإجراءات

مخطط الاستنساخ باستخدام TA.

### عملية إنشاء المدرج
يتم إنشاء المدرج باستخدام تفاعل البوليميراز المتسلسل بمساعدة بُوليميِراز المستحرة المائية للحمض النووي. وهذا الإنزيم يفتقر من 3' إلى 5' في تصحيح الأخطاء ولكنه يمتلك قدرة فائقة على إضافة الأدينين عند نهاية كل طرف من المنتج. ومن الأفضل إذا كانت كبسولة تفاعل البوليميراز المتسلسل لديها القاعدة النووية الليجونين عند الطرف 5´، لأن ذلك يعمل على زيادة قدرة الإنزيم عند إضافة الأدينوسين عند هذا الطرف. ولا ينبغي أيضًا استخدام إنزيمنزيم السيرموستابل حيث إنه لا يترك الأدينين يتدلى عند الطرف 3'.

### عملية إنشاء المتجه
يظهر متجه الهدف في صورة خطية ويتم قطعه بواسطة الإنزيمات القاطعة للنهاية الحادة. ويتم بعد ذلك توصيل المتجه مع ديدوكسي ثيميدين ثلاثي الفوسفات (ddTTP) عن طريق استخدام ناقلة طرفية. وهذه العملية مهمة عند استخدام ديدوكسي ثيميدين ثلاثي الفوسفات (ddTTP) لضمان إضافة راسب الثايمين فقط. وتترك عملية التوصيل المتجه مع راسب الثيمين الناتئ الفردي 3' في كل نهاية كليلة. وعادةً ما تقوم الشركات المصنعة ببيع الاستنساخ باستخدام (TA) "kits" مع متجهات واسعة النطاق ومعد مسبقًا، بحيث تكون في صورة خطية ومربوطة مع راسب الثايمين الناتئ.

## الفوائد والأضرار
نظرًا لعدم الحاجة للإنزيمات القاطعة بهدف جعل المتجه في صورة خطية، لذلك تعتبر هذه الطريقة أسهل بكثير وأسرع وأبسط من الطرق الأخرى. وليس هناك حاجة لإضافة مواقع القطع عند تصميم المَشْرَع، وبالتالي يتم توفير الوقت والمال عند استخدام المشرع الأقصر. وبالإضافة إلى ذلك، يمكن استخدام هذه التقنية كبديل للطرق التقليدية في الاستنساخ في النماذج التي لا توجد فيها مواقع القطع. ويعد الجانب الرئيسي السلبي لهذه التقنية هو عدم إمكانية توجيه الاستنساخ، مما يجعل هناك فرصة لنسبة قدرها 50 % من الجينات أن يتم استنساخها بطريقة عكسية.